# Johnny Palacios
Johnny Palacios (ur. 20 grudnia 1986 w La Ceibie) – honduraski piłkarz występujący na pozycji obrońcy. Obecnie gra w Olimpii Tegucigalpa. Jego starsi bracia: Wilson, Jerry i Milton również są zawodowymi piłkarzami.

## Kariera klubowa
Johnny Palacios zawodową karierę rozpoczął w 2006 w grającej w pierwszej lidze honduraskiej Olimpii Tegucigalpa. Razem ze swoją drużyną zdobywał mistrzostwo Hondurasu w rozgrywkach Clausura 2007/2008, Clausura 2008/2009 oraz Clausura 2009/2010. Będąc zawodnikiem Olimpii Palacios w linii obrony grał u boku takich graczy jak Oscar Boniek García, Sergio Mendoza, Maynor Figueroa, Wilfredo Barahona i Rony Morales.

## Kariera reprezentacyjna
W reprezentacji Hondurasu Palacios zadebiutował w 2009. W tym samym roku razem z drużyną narodową dotarł do półfinału Złotego Pucharu CONCACAF. Na turnieju był rezerwowym i wystąpił tylko w zwycięskim 4:0 meczu rundy grupowej z Grenadą, kiedy to w 70. minucie zmienił Osmana Cháveza. W maju 2010 Reinaldo Rueda powołał Palaciosa do kadry na Mistrzostwa Świata w RPA.